# 瓦尔齐埃拉
瓦尔齐埃拉是葡萄牙波尔图区的一个堂区。总面积2.8平方公里，总人口1985人，人口密度708.9人/平方公里。